# RMS Majestic (1914)
RMS Majestic, vybudován roku 1914 jako SS Bismarck, byl do dokončení Normandie v roce 1935 se svou hrubou prostorností 56 551 BRT největší parník na světě. Původně byl plánován jako třetí a největší z trojice zaoceánských parníků německé společnosti Hamburg America Line, ale jeho dokončení bylo opožděno kvůli první světové válce. Po válce ho získala britská společnost White Star Line a přejmenovala ho na Majestic. Stal se její vlajkovou lodí a byl již druhou lodí společnosti tohoto jména (první byl Majestic (1890). Po službě pro White Star Line se stal cvičnou lodí Royal Navy pod jménem HMS Caledonia.

## Stavba a předání White Star Line

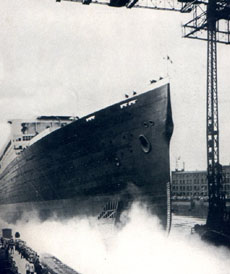
Spouštění Bismarcka na vodu.

Bismarck byl vybudován v loděnicích Blohm & Voss v německém Hamburku. Na vodu byl spuštěn 20. června 1914 za účasti hraběnky Hanny von Bismarck, vnučky německého kancléře Otto von Bismarcka. Měl být vlajkovou lodí Hamburg America Line a poslední z „velké trojky“ Alberta Ballina (společně s parníky Imperator, později RMS Berengaria, a Vaterland, který později dostal jméno Leviathan). Původně měl mít stejné rozměry jako Vaterland, ale chybná informace zapříčinila, že si Hamburg America Line vyžádala jeho prodloužení o 6 stop a tím i zvětšení hrubé prostornosti, aby byl větší než parník Cunard Line Aquitania. Ve skutečnosti ale byla Aquitania o 50 stop kratší než Vaterland a Bismarck.
První světová válka následně ovlivnila jeho osud tak, že nikdy neplul pod německou vlajkou kromě zkoušek v roce 1922. Po postoupení do Británie podle podmínek Versailleské smlouvy si Bismarck a Imperator koupily White Star Line a Cunard. Tyto lodě jim zůstaly ve společném vlastnictví až do roku 1932, kdy Cunard zrušil příslušnou dohodu o společném vlastnictví lodí.
Samotné předání vůbec neprobíhalo hladce. Pod nátlakem na jeho rychlé dokončení ho dělníci vymalovali v barvách Hamburg America Line se jménem Bismarck, a dokonce jeho kapitánský můstek používali jako skladiště.

## Služba

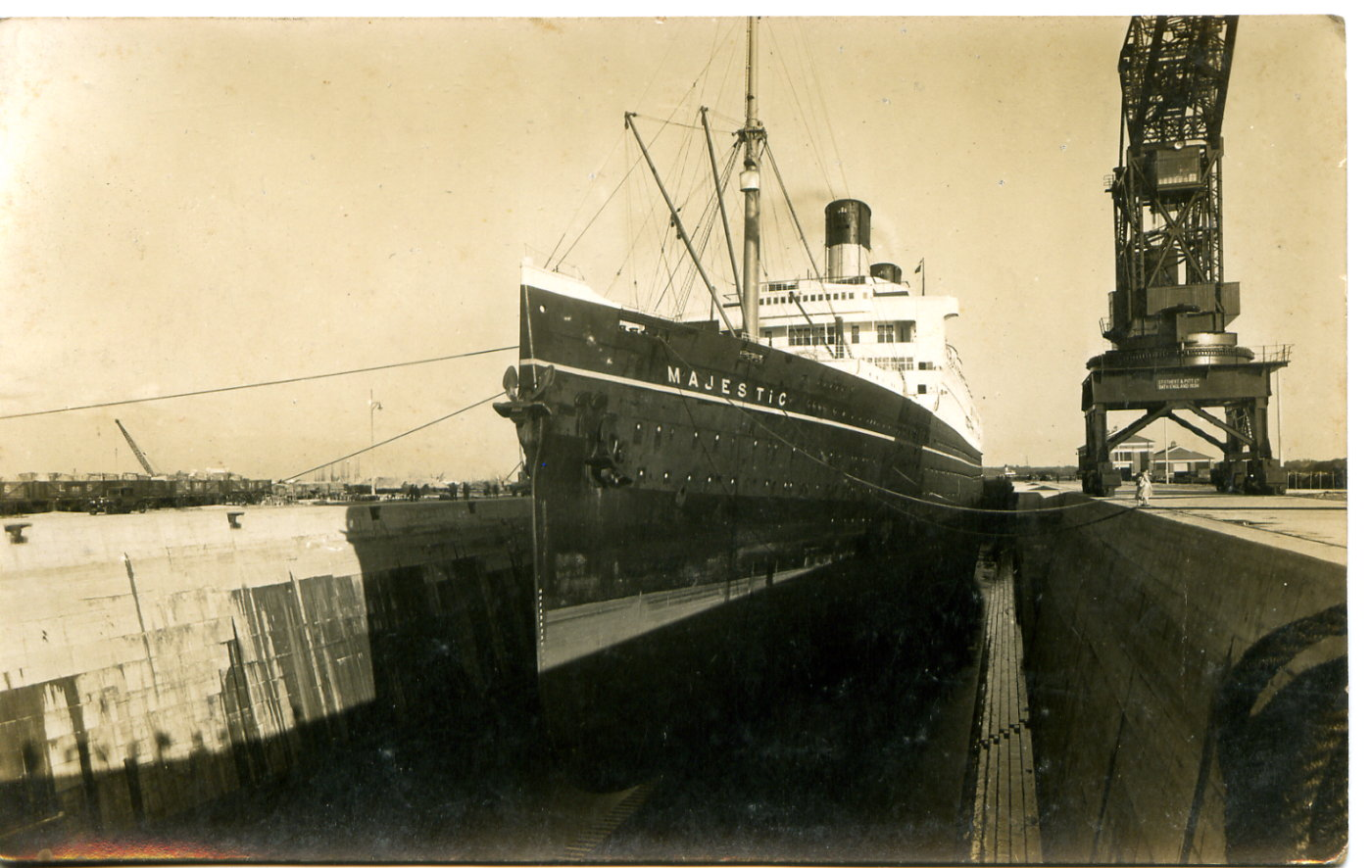
Majestic v suchém doku.

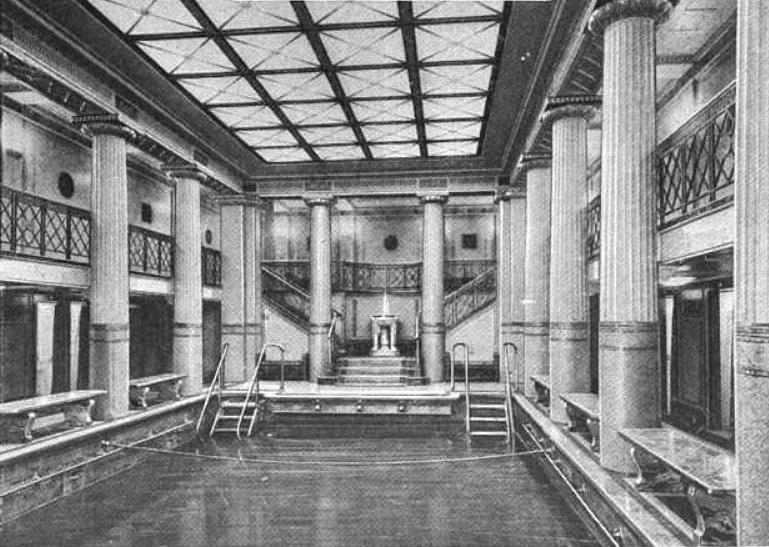
Bazén na Majestiku v roce 1922.

Jako vlajková loď White Star Line sloužil v letech 1922-1934. Po své první plavbě pod jménem Majestic v roce 1922 se stal hodně oblíbeným a v roce 1923 převezl více pasažérů, než kterákoli jiná loď na transatlantických linkách. V letech 1924, 1926, 1928 a 1930 převezl více pasažérů než jeho sesterské lodě a vysloužil si přezdívku „Kouzelná hůlka“.
V prosinci 1924 se na něm díky strukturálním vadám otevřela trhlina dlouhá 100 stop, kvůli čemuž byl až do dubna 1925 v opravách, které zahrnovaly i zesílení trupu podél paluby B. Podobné trhliny menšího rozsahu byly zaznamenány i na jeho sesterské lodi Leviathan, které však vyžadovaly pouze menší opravy. Stejně dlouhá trhlina se ale na Leviathanu objevila o pět let později.
V roce 1925 dosáhl své rekordní rychlosti 25 uzlů, což bylo více než v případě jeho sesterských lodí, nicméně Leviathan ho v průměrných rychlostech každoročně lehce překonával.
V roce 1928 podstoupil rozsáhlé modernizace, což mělo za následek nárůst počtu pasažérů, ale následující rok toto číslo mírně kleslo a pak se v roce 1930 naplno projevila velká hospodářská krize.
V roce 1934 se přes můstek Majestiku přehnala enormní vlna, která zranila prvního důstojníka a posledního komodora White Star Line Edgara J. Tranta. Trant byl měsíc hospitalizován a svou službu na lodích poté ukončil.
Po sloučení White Star Line a Cunardu v roce 1934 zůstal Majestic nadále ve službě až do roku 1936. V roce 1935 bylo oznámeno, že jako první bude odstavena jeho sesterská loď Berengaria kvůli několika požárům zapříčiněných starým vedením, ale rozhodnutí bylo odvoláno a první byl místo toho odstaven Majestic.

## HMSCaledonia
Po odstavení v Southamptonu byl 15. května 1936 prodán do šrotu. Vzhledem k tomu, že v rámci reparací připadl White Star Line, si ho tehdy nemohlo námořnictvo nechat. Nyní dalo namísto něj do šrotu 24 starých torpédoborců, kterými nahradili hodnotu šrotu z Majestiku a ten se teď stal výcvikovou lodí pod jménem HMS Caledonia.
Přestavba Majestiku zahrnovala zkrácení stěžňů a komínů, aby mohl proplout pod železničním mostem Forth Bridge a zmenšení počtu záchranných člunů.
8. dubna 1937 opustil parník Southampton, aby se vydal na svoji novou základnu ve městě Rosyth, kde 23. dubna 1937 vstoupil do služby s kapacitou 1500 kadetů.
Po vypuknutí druhé světové války byli kadeti ubytováni na břehu a loď byla dočasně ukotvena v zálivu Firth of Forth, aby se přístav uvolnil pro vojenské účely. Ve svém novém kotvišti Caledonia čekala, než se rozhodlo o jeho likvidaci.
29. září 1939 Caledonii zachvátil požár a posléze se potopila. V březnu 1940 byl vrak prodán do šrotu, což se ale stalo až 17. července 1943 poté, co byly zbytky Caledonie vyzvednuty a odtáhnuty na vrakoviště.